# Val Page
Valentine Page (1891 – 1978) è stato un progettista britannico di motociclette.

## Biografia
Valentine Page fu un progettista britannico di motociclette, che lavorò per diversi costruttori del Regno Unito, inclusi Ariel, Triumph, e BSA. Page fu un innovatore con modelli come BSA Gold Star, BSA A7 e BSA M20, il motore della Brough Superior SS100, e la Ariel Leader.

## J.A Prestwich

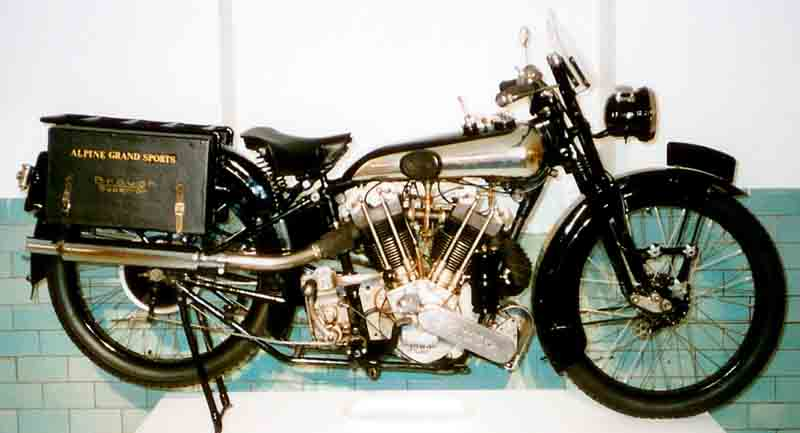
Brough Superior SS 100

Val Page iniziò come ingegnere di motociclette e progettista per J.A. Prestwich. Page disegnò il motore della Brough Superior SS100 e SS80, e sviluppò motociclette da corsa che resero famoso Bert le Vack.

## Ariel Motorcycles

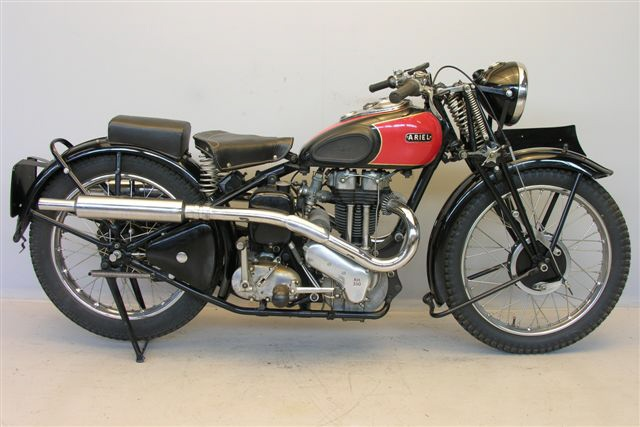
Ariel Red Hunter 1938

Page passò diverso tempo alla Ariel Motorcycles, ne divenne dipendente nel 1925. Ne diventò progettista capo e disegnò nuovi modelli nel 1926. Iniziando con un motore nuovo, Page dovette aspettare il 1927 per un telaio nuovo adatto. Questa fu la base per la Ariel Red Hunter, prodotta fino alla chiusura dell'azienda nel 1959.

## Triumph
Page lasciò la Ariel nel 1932 per diventare progettista capo della rivale Triumph Motorcycles dove, con Edward Turner, sviluppò il primo parallel twin, il modello 6/1, e una serie di monocilindriche, incluse la 150cc due tempi e la 250, 350 e 500cc quattro tempi.

## BSA
Prima della seconda guerra mondiale si spostò alla BSA dove progettò la BSA Gold Star, in onore di Wal Handley. La innovativa Gold Star fu una monocilindrica di 500 cc valvole in testa. La camicia dello stelo valvola era integrale alla testa motore fusa. Page disegnò anche la BSA M20 militare.

## Ritorno alla Ariel

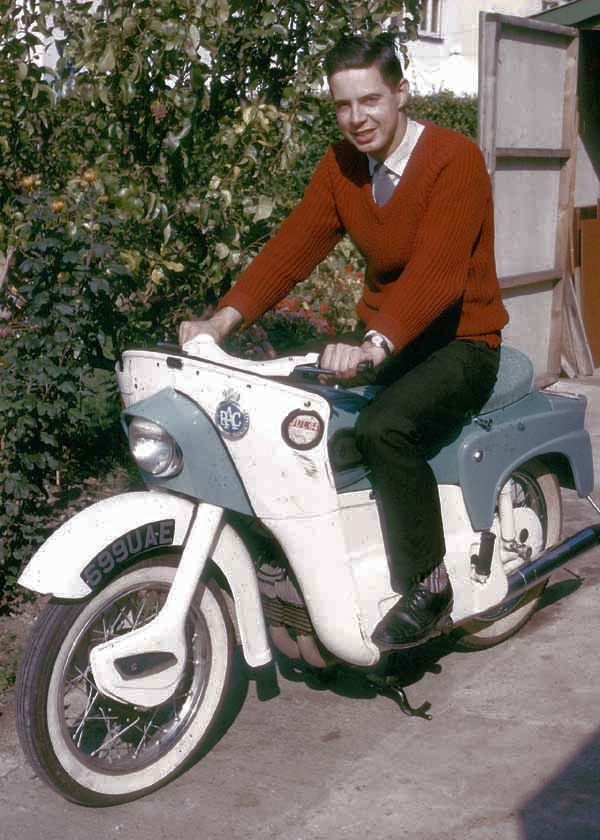
Ariel Leader

Dopo la guerra ritornò alla Ariel dove disegnò la monoscocca Ariel Leader.